# Celleporina proximalis
Celleporina proximalis är en mossdjursart som beskrevs av Uttley och Bullivant 1972. Celleporina proximalis ingår i släktet Celleporina och familjen Celleporidae. Inga underarter finns listade i Catalogue of Life.